# Эндербери
Э́ндербери (англ. Enderbury Island) — необитаемый атолл в архипелаге Феникс (Кирибати). Расположен в 299 км к югу от экватора.

## География

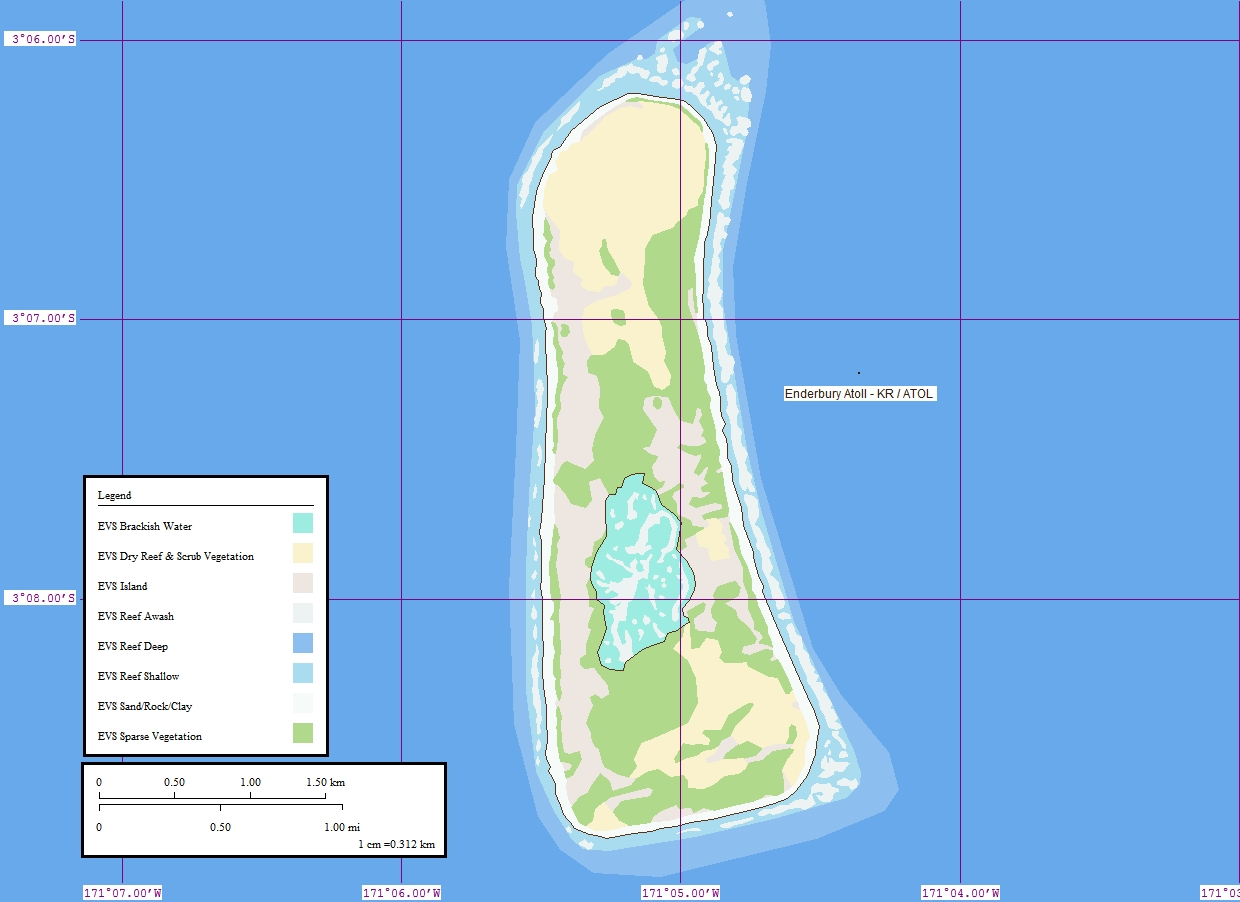
Карта атолла Эндербери

Отличительной особенностью острова является очень маленькая лагуна, больше похожая на пруд. Площадь лагуны составляет 42 га. Лагуна представляет собой неглубокий (не более нескольких футов глубиной) горько-соленый водоем с соленостью 305 промилле, что в 10 раз выше, чем в океане и аналогично концентрации солей в Мертвом море (300-310 промилле). Вода лагуны отличается экстремально высоким содержанием меди — в 1200 раз выше, чем концентрация меди в морской воде. Природа данного феномена не понятна. Длина острова с севера на юг примерно 4,8 км, с запада на восток — 1,6 км.
Бо́льшая часть острова покрыта травами, ипомеей. На атолле также растет несколько деревьев кокосовой пальмы. Пляж острова сформирован из песчаника и обломков кораллов.
На острове очень большая популяция морских птиц, в основном чёрных крачек. Единственное млекопитающее острова — малая крыса.

## История

Суровый ландшафт острова

Остров Эндербери был открыт в 1823 году капитаном британского китобойного судна «Трэнзит», Джеймсом Дж. Коффином. Современное название атолла является искажённой фамилией владельца лондонской китобойной компании — Самьюэла Эндерби (англ. Samuel Enderby) (1756—1829). Остров, предположительно, до открытия европейцами был известен полинезийцам.
В апреле 1860 года на Эндербери началась добыча гуано. Пик активности разработок на острове пришёлся на 1870-е годы, когда «Феникс гуано компани» за 64 дня добыла 6 тысяч тонн гуано. Добыча помёта морских птиц, широко используемого в те времена как ценное азотное и фосфорное удобрение, продолжалась вплоть до 1877 года. Большим препятствием в ходе разработок гуано были подводные рифы у берегов атолла, которые значительно затрудняли подход к острову крупных судов. В 1899 году Эндербери был сдан в аренду «Тихоокеанской компании», но каких-либо подтверждений разработок на острове гуано этой компанией не сохранилось.
3 марта 1938 года Эндербери, как и соседний остров Кантон, был объявлен президентом США Франклином Д. Рузвельтом территорией штатов, которая перешла под юрисдикцию Департамента внутренних дел США. 6 марта 1938 года на Эндербери высадились американские колонисты, создавшие на острове лагерь. На протяжении дальнейших 50 лет Эндербери был кондоминиумом США и Великобритании. Остров считался подходящим промежуточным пунктом для панамериканских полетов в Австралию и Новую Зеландию, хотя никогда не использовался в этих целях.
Во время Второй мировой войны жители Эндербери были эвакуированы, а все постройки разрушены, чтобы их не смогли использовать японцы.
В настоящее время остров необитаем и является территорией Республики Кирибати.